# Saoirse Ronan
Saoirse Ronan (Nova York, Estats Units, 12 d'abril de 1994) és una actriu irlandesa nominada als Oscars amb 13 anys per la seva interpretació de Briony Tallis a la pel·lícula Expiació. Encara que no es va endur l'estatueta, es va convertir en l'onzena persona més jove a ser nominada i la setena de la categoria de l'Oscar a la millor actriu secundària. Ronan ha estat de nou nominada als Oscars en tres ocasions més, sempre al Oscar a la millor actriu, la primera pel seu paper d'una immigrant irlandesa al film Brooklyn i les dues següents per Lady Bird (2017) i Donetes (2019), totes dues dirigides per Greta Gerwig.
Debutà en el cinema amb la comèdia romàntica I Could Never Be Your Woman (2007). I ha tingut un paper notable en les pel·lícules Atonement (2007), City of Ember (2008), The Lovely Bones (2009), The Way Back (2010), Hanna (2011), The Host (2013), El Gran Hotel Budapest (2014).
El 2016 Ronan va debutar en Broadway interpretant a Abigail Williams en una nova versió de l'obra The Crucible d'Arthur Miller.

## Infància
Saoirse Ronan va néixer al Bronx el 12 d'abril de 1994. De pares irlandesos i immigrants il·legals, Monica Brennan i Paul Ronan, tots dos de Dublín, que marxaren d'Irlanda a la decada dels 80 per problemes econòmics.
Als Estats Units el seu pare treballava en la construcció abans de convertir-se en un actor. La seva mare va actuar en petits papers durant la seva infància, però treballava com a cuidadora d'infants. Tot i això la família va tornar a Irlanda quan Ronan tenia 3 anys.
D'aquesta manera, van anar a viure al Comtat de Carlow, on Ronan va estudiar a l'Escola Nacional d'Ardattin. Tanmateix després fou escolaritzada a casa amb tutors privats.
En l'adolescència Ronan vivia de nou a Dublín amb els seus pares, concretament a Howth. Tot i ser educada en el catolicisme Ronan assegura que sempre es va qüestionar la seva pròpia fe des de ben petita.

## Carrera com actriu

### 2003 - 2008: Inicis i primers papers
Ronan debutà en televisió interpretant un paper petit en la sèrie The Clinic del 2003. Després va participar en Proof (2004 - 2005). En aquest període va fer l'audició per aconseguir el paper de Luna Lovegood de la pel·lícula de Harry Potter i l'orde del Fènix, finalment interpretat per Evanna Lynch.
Pel film d'Atonement (2007), protagonitzat per Keira Knigthley i James McAvoy, va guanyar el reconeixement internacional en forma de nominació als Oscars, tenint dotze anys quan va fer l'audició del paper de Briony Tallis, una aspirant a escriptora de tretze anys que canvia el curs de vàries vides quan acusa l'amant erròniament de la seva germana gran d'haver comès un crim.
És així com es va convertir en una de les actrius més joves a ser nominada a un Oscar, juntament amb altres actors com: Tatum O'Neal, Mary Bedham, Quinn Cummings, Abigail Breslin, Patty McCormack i Anna Paquin.
En el 2007, Saoirse va aparèixer en I Could Never Be Your Woman amb el rol d'Izzie Grossman, una filla adolescent d'una guionista de sèries de televisió, interpretada per Michelle Pfeiffer, que s'enamora d'una home més jove (Paul Rudd); en el mateix moment que Izzie experimenta el seu primer enamorament. Aquesta pel·lícula va rebre opinions no gaire positives.
El mateix any, Ronan interpretà la filla del personatge de Catherine Zeta-Jones en el film Death Defying Acts (2007), que no va ser un èxit de taquilla, ja que va recaptar poc més de 8,3 milions de dòlars en tot el món.
Un any després, 2008, va protagonitzar City of Ember, basada en la novel·la de Jeanne DuPrau, que rebé crítiques mixtes i recaptà 17 milions de dòlars en tot el món, significativament per baix del pressupost de 55 milions. Tot i així, Ronan va estar nominada al Premi Irlandès de Cinema i Televisió.

### 2009 - 2014:The Lovely Bonesi primers papers com a protagonista
A l'any 2008, Saoirse aparegué juntament amb Rachel Weisz i Stanley Tucci en la pel·lícula de Peter Jackson: The Lovely Bones (2009)', una adaptació de la novel·la homònima d'Alice Sebold. En el film interpreta a una adolescent de catorze anys, Susie Salmon, a qui després d'haver estat assassinada es troba entre el Cel i la Terra, podent veure com la seva família i amics lluiten per continuar endavant amb les seves vides, mentre que ella arriba a un acord amb la seva pròpia mort.
Al principi Soirse i la seva família van dubtar de si acceptar o no el paper de Susie Salmon, degut a la temàtica de la pel·lícula, però després d'una reunió amb Jackson van estar tots d'acord. Indpendentment de les crítiques variades, The Lovely Bones va rebre diverses guardons, dels quals el premi de Critics' Choice pel paper de l'actriu. A més, Ronan va merèixer la nominació de BAFTA a la millor actriu.
El 2010 va interpretar a Irene, una orfe de Polònia, que el 1940 s'uneix a un grup de presoners que escapen d'un gulag siberià per fer 4000 milles fins a l'Índia, de la pel·lícula The Way Back, dirigida per Peter Weir. Film rodat a Bulgària, Índia i Marroc, i protagonitzat per Jim Sturgess, Colin Farrell i Ed Harris. La pel·lícula va aconseguir crítiques majoritàriament positives i Ronan va guanyar el Premi Irlandès de Cinema i Televisió a la Millor Actriu en un Paper Secundari.
Un any després va protagonitzar el thriller d'acció Hanna, juntament amb Eric Bana. I també va interpretar una assassina adolescent a la pel·lícula Violet i Daisy, dirigida Geoffrey Fletcher. Al novembre Ronan participà en una promoció pel film irlandès Institute Archive Preservation Fund, en que s'editaven digitalment pel·lícules populars irlandeses del passat, com Once i My Left Foot, també material d'arxiu com el documental sobre l'arribada de John F. Kennedy a l'aeroport de Dublín i la final de la GAA de Tot-Irlanda.
També al 2011, l'actriu anuncià que protagonitzaria l'adaptació d'Andrew Niccol de la novel·la de Stephenie Meyer, L'Hoste (2013) interpretant a Melanie Stryder. A més, la pel·lícula contava amb les actuacions de Diane Kruger, Max Irons, Jake Abel, entre d'altres.
En relació el paper d'elf Itaril d'El hobbit: Un viatge inesperat (2012), Saoirse va estar en negociacions per interpretar-lo, però més tard va afirmar que no apareixeria en la pel·lícula, indicant la decepció que va sentir per haver de rebutjar el rol. A més, se li va oferir el paper de Kitty d'Anna Karenina (2012), que va rebutjar per protagonitzar Byzantium (2012), del director Neil Jordan.
Pel que fa la pel·lícula de Kevin Macdonald How I Live Now (2013), adaptació de la novel·la juvenil de Meg Rosoff, també conta amb Saoirse com a protagonista. Així, l'actriu interpreta a Daisy, una adolescent novaiorquesa que passa l'estiu a Anglaterra. Allà s'enamora del seu cosí Edmond, però la relació es veu interrompuda per la Tercer Guerra Mundial.
A finals del 2012 Ronan va unir-se al repartiment de El Gran Hotel Budapest de Wes Anderson, estrenada el 21 de març del 2014 i amb les actuacions de Jude Law, Bill Murray, Ralph Fiennes, Jason Schwartzman, entre d'altres.
A començaments del mes de febrer del 2013 es va confirmar la participació de Saoirse en Lost River, en que es narra la història d'una mare solter amb dos fills que és emportada a un submón de fantasia fosc i macabre, mentre que el seu fill adolescent descobreix una carretera secreta que condueix fins a una ciutat submergida. Lost River va representar el debut en tant que director de Ryan Gosling i va comptar amb les actuacions de Christina Hendricks, Matt Smith, Eva Mendes, entre d'altres. La filmació va començar el mes de mai del 2013 en Detroit, Michigan i es va estrenar als Estats Units d'Amèrica el 10 d'abril del 2015.
A més, a principis de l'any 2014, Saoirse va iniciar la filmació de Stockholm, Pennsylvania (2015) a Los Ángeles juntament amb Jason Isaacs, Cybthia Nixon i David Warshofsky. El film narra la història d'una jove que fou segrestada de petita i que vint anys després del segrest és rescatada i torna amb els seus pares, amb qui ha d'intentar reconstruir la relació.

## Vida personal
Ronan té doble nacionalitat per pares irlandesos i per naixement al haver nascut als Estats Units. Sempre ha tingut bona relació amb els pares amb qui va viure fins als 19 anys. En quant als rodatges, Ronan assegura que la seva mare, que sempre l'acompanyava en rodatges, va ser una part molt important en protegir-la de situacions incomodes durant la seva carrera sent adolescent.
Ronan no utilitza xarxes socials, creient que són font de massa estres i que troba el fet de fer-se autopromoció molt incomodant.
Des del 2018 té una relació amb l'actor Jack Lowden, co-protagonista de la pel·lícula Mary Queen of Scots, que Ronan protagonitza.
Ronan divideix el seu temps vivint entre Dublín, Londres i el nord d'Anglaterra.
Ronan és ambaixadora de la Irish Society for the Prevention of Cruelty to Children, per la protecció d'infants vulnerables. També se l'ha associat amb la campanya Home Sweet Home, que preten lluitar contra el sensellarisme. Ronan va donar suport a l'ocupació il·legal d'un edifici abandonat a Dublín que va acollir 31 families. Ronan també va votar a favor de la legalització del matrimoni entre persones del mateix sexe en el referèndum del 2015, que finalment va ser aprovat. A més a més, al 2016 Ronan va aparèixer en el videoclip de "Cherry Wine" de l'artista Hozier, on denunciava la violència masclista.

## Filmografia

### Cinema
| Any  | Títol                                    | Paper                           | Notes |
| ---- | ---------------------------------------- | ------------------------------- | --- |
| 2007 | The Christmas Miracle of Jonathan Toomey | Celia Hardwick                  | |
| 2007 | I Could Never Be Your Woman              | Izzie                           | |
| 2007 | Expiació (Atonement)                     | Briony Tallis (13 anys)         | |
| 2007 | Death Defying Acts                       | Benji McGarvie                  | |
| 2008 | City of Ember: A la recerca de la llum   | Lina Mayfleet                   | Nominació − Oscar a la millor actriu secundària Nominació − Globus d'Or a la millor actriu secundària Nominació − BAFTA a la millor actriu secundària |
| 2009 | The Lovely Bones                         | Susie Salmon                    | Nominació − BAFTA a la millor actriu |
| 2010 | The Way Back                             | Irena                           | |
| 2010 | Arrietty i el món dels remenuts          | Arriety                         | Doblatge en anglès. |
| 2011 | Hanna                                    | Hanna                           | |
| 2011 | Violet & Daisy                           | Daisy                           | |
| 2012 | Byzantium                                | Eleanor                         | |
| 2013 | L'hoste (The Host)                       | Melanie Stryder / Wanda         | |
| 2013 | La meva vida d'ara                       | Daisy                           | |
| 2013 | Justin y la espada del valor             | Talia                           | Doblatge en anglès. |
| 2014 | Lost River                               | Rat                             | |
| 2014 | The Grand Budapest Hotel                 | Agatha                          | |
| 2015 | Stockholm, Pennsylvania                  | Leia Dargon                     | |
| 2015 | Brooklyn                                 | Eilis                           | Nominació − Oscar a la millor actriu Nominació − Globus d'Or a la millor actriu dramàtica Nominació − BAFTA a la millor actriu                        |
| 2015 | Weepah Way for Now                       | Emily                           | |
| 2017 | Loving Vincent                           | Marguerite Gachet               | |
| 2017 | Lady Bird                                | Christine "Lady Bird" McPherson | Guanyadora − Globus d'Or a la millor actriu comèdia o musical Nominació − Oscar a la millor actriu Nominació − BAFTA a la millor actriu               |
| 2017 | On Chesil Beach                          | Florence Ponting                | |
| 2018 | The Seagull                              | Nina Zarechnaya                 | |
| 2018 | Mary Queen of Scots                      | Maria I d'Escòcia               | |
| 2019 | Donetes (Little Women)                   | Josephine "Jo" March            | Nominació − Oscar a la millor actriu Nominació − Globus d'Or a la millor actriu dramàtica Nominació − BAFTA a la millor actriu                        |
| 2020 | Ammonite                                 | Charlotte Murchison             | |
| 2020 | The French Dispatch                      |                                 | |
| 2022 | See How They Run                         | Constable Stalker               | |
| TBA  | Foe                                      | Henrietta                       | |
| TBA  | The Outrun                               | Rona                            | |

### Televisió
| Any     | Títol               | Paper                 | Annotacions |
| ------- | ------------------- | --------------------- | ----------- |
| 2003-04 | The Clinic          | Rhiannon Geraghty     | 4 episodis  |
| 2005    | Proof               | Orla Boland           | 4 episodis  |
| 2014    | Robot Chicken       | Varis (actriu de veu) | 2 episodis  |
| 2017    | Saturday Night Live | Ella mateixa          | 1 episodi   |

### Teatre
| Any  | Títol                  | Paper            | Teatre                        |
| ---- | ---------------------- | ---------------- | ----------------------------- |
| 2016 | The Crucible           | Abigail Williams | Walter Kerr Theatre, Broadway |
| 2021 | The Tragedy of Macbeth | Lady Macbeth     | Almeida Theatre, West End     |

### Videoclips
| Any  | Canço          | Artista        | Àlbum                   | Annotacions                                        |
| ---- | -------------- | -------------- | ----------------------- | -------------------------------------------------- |
| 2013 | Garden's Heart | Bat for Lashes | How I Live Now          | Banda sonora de la pel·lícula amb el mateix títol. |
| 2016 | Cherry Wine    | Hozier         | Hozier                  |                                                    |
| 2017 | Galway Girl    | Ed Sheeran     | ÷ (en anglès, "divide") |                                                    |